# سعدآباد فندرسک
سعدآبادفندرسک، روستایی است از توابع بخش فندرسک شهرستان رامیان در استان گلستان ایران.

## جمعیت
این روستا در دهستان فندرسک شمالی قرار دارد و براساس سرشماری مرکز آمار ایران در سال ۱۳۸۵، جمعیت آن ۲۲۶۸ نفر (۵۵۵خانوار) بوده‌است.

## جغرافیا
روستای سعدآبادِ فندرسک (Saadabad-e Fenderesk) از توابع دهستان فندرسک شمالی بخش فندرسک می‌باشد. از بزرگترین محله‌های این روستا می‌توان به خیابان حکیم میرفندرسکی (نیارتا) اشاره کرد.
ژاک دمورگان فرانسوی، نام آن را «سدآباد» و جزء دهات ایرانی فیندرسک ثبت کرده‌است.
ماگونوف روسی هم نام آن را در ردیف «دیه هات بلوک فندرسک» و با نام «سعدآباد» نگاشته است.
از اقوام ساکن در این روستا، می‌توان طایفه‌های خاندوزی، اخلی، حسینی، منصوری و اسدی را برشمرد.
در جنوب غربی این روستا جنگل ببیان واقع شده که آرامگاه مردم روستا هم درآن جا قرار گرفته است.
اکثر مردم روستا قالباً کشاورز و دامدار هستند.